# FC Memmingen
El FC Memmingen es un equipo de fútbol de Alemania que juega en la Regionalliga Bayern, la cuarta liga de fútbol más importante del país.

## Historia
Fue fundado el 30 de mayo de 1907 en la ciudad de Memmingen con el nombre Memminger Turnvereins 1859 como un equipo de gimnasia, donde su sección de fútbol se declaró independiente al final de ese año. El 14 de febrero de 1919 la sección de fútbol retornó a la organización antes de volverse a declarar independiente en 1924 y llamarse FC Memmingen 07 Verein für Rasensport und Leibesübungen, aunque más tarde adoptarían el nombre que llevan actualmente.
Antes de la Segunda Guerra Mundial obtuvieron 7 títulos en diversas divisiones en Alemania, en 1933 estuvo cerca de integrar la Gauliga Bayern, una de las 16 ligas de Primera División constituidas en la reestructuración del fútbol alemán durante el Tercer Reich, pero fueron derrotados 2-3 ante el F. C. Augsburgo.
Jugó en la Primera División de Baviera en 1953, pero después fue admitido en la Amateurliga Südbayern (III), aunque descendió en ese mismo año, regesando al máximo circuito en 1956, jugando 2 buenas temporadas hasta su descenso en 1958. En 1963 fueron elegidos para integrar la recién creada Landesliga Bayern-Süd, la cual ganaron en 1970, retornando a la Amateurliga Bayern, en la cual permanecieron por 17 años, donde exceptuando la temporada de 1980 en la que acabaron en 3º lugar, nunca estuvieron en la parte alta de la tabla y en la temporada 1988/89 retornarían a la Bayernliga, donde permanecerían por 13 años.
En el 2007 celebraron el centenario del equipo inaugurando su nuevo estadio, el Stadion an der Bodenseestraße, jugando el Derby de Allgäu ante sus rivales del FC Kempten ante 6,650 espectadores. Tuvieron el mayor apoyo en la Bayernliga de la temporada 2007–08 con un promedio de 1600 espectadores por juego.

## Palmarés
- Bayernliga: 2 (V)

2010, 2025
- Landesliga Bayern-Süd: 2 (IV-V)

1970, 2003
- 2nd Amateurliga Schwaben: 2 (IV)

1955, 1958
- Schwaben Cup: 3

1958, 1967, 1976